# Jüdische Gemeinde Berwangen

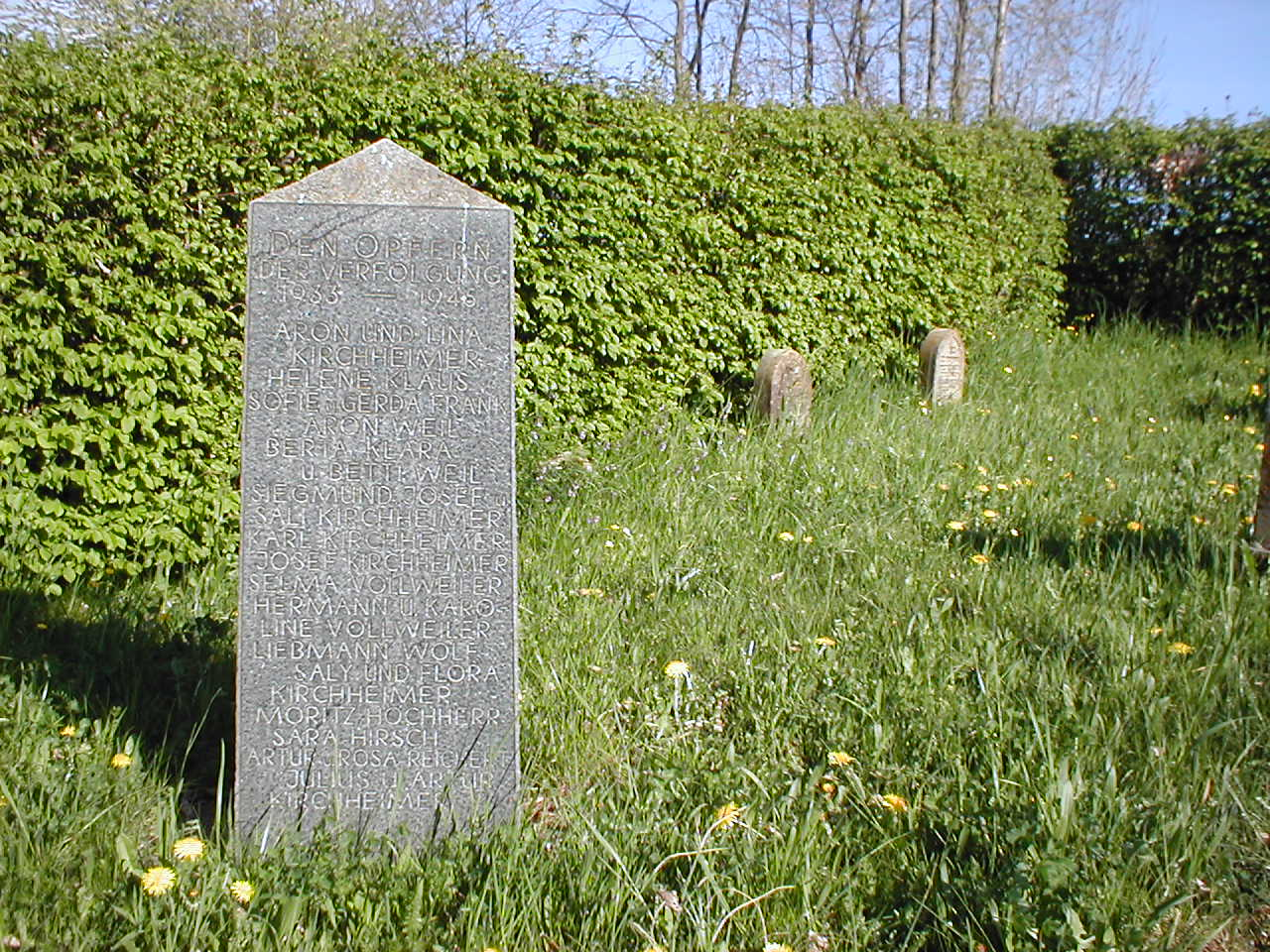
Gedenkstein für die Opfer der Judenverfolgung auf dem Judenfriedhof in Berwangen

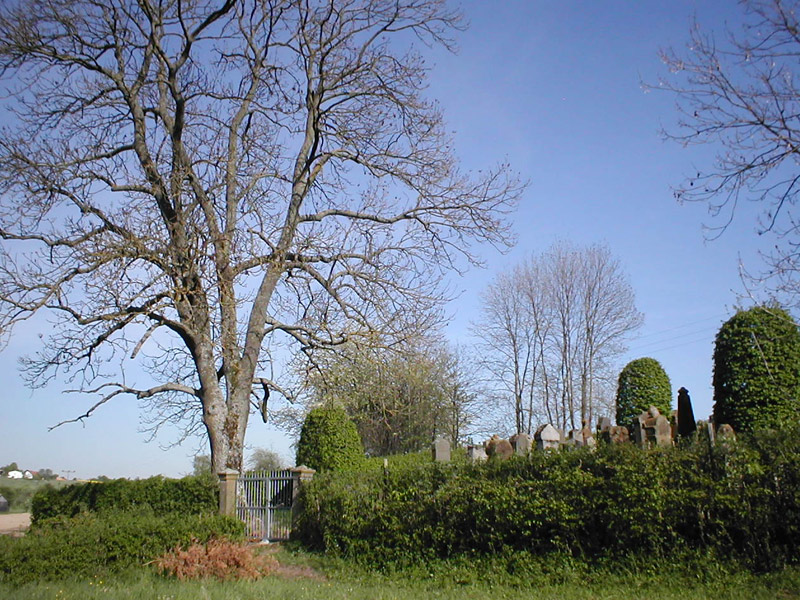
Berwanger Judenfriedhof am Fürfelder Weg

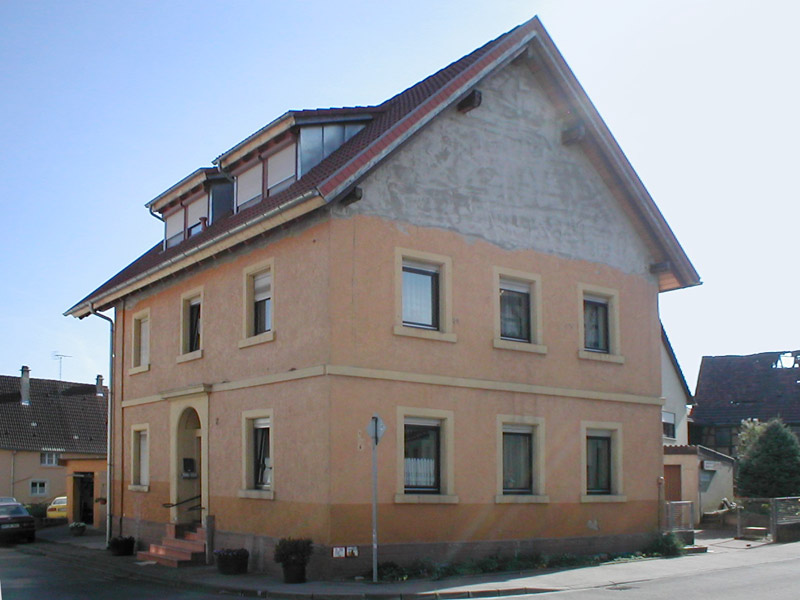
Ehemalige jüdische Schule an der Badersgasse

Die jüdische Gemeinde in Berwangen im Landkreis Heilbronn im nördlichen Baden-Württemberg entstand vermutlich im 17. Jahrhundert durch die Ansiedlung von Schutzjuden durch die Ortsherrschaft, verfügte ab 1771 über eine Synagoge und später auch über den eigenen jüdischen Friedhof Berwangen, erlebte jedoch durch Ab- und Auswanderung in der zweiten Hälfte des 19. Jahrhunderts einen allmählichen Niedergang. Die Gemeinde erlosch im Zuge der Deportation der badischen Juden in der Zeit des Nationalsozialismus.

## Geschichte
Juden wurden in Berwangen durch die Ortsherren, die Herren von Helmstatt, vermutlich schon im 17. Jahrhundert aufgenommen. Erstmals erwähnt wurden Juden im Jahr 1719. Nachdem diese zunächst nur über einen Betsaal verfügten und seit spätestens 1742 ein Rabbiner am Ort war, genehmigte Carl Christoph von Helmstatt 1770 den Bau einer Synagoge, die im Folgejahr fertiggestellt wurde. Die Juden durften Gebäude am Ort erwerben. Ein vom Rest des Ortes abgesondertes Ghetto bestand nicht, wohl aber konzentrierte sich der Wohn- und Lebensraum der Berwanger Juden in einem jüdischen Viertel im Bereich der heutigen Badersgasse. Im Jahr 1825 bildeten die 120 Juden des Ortes rund 15 % der gesamten Einwohnerschaft. 
Die Synagoge war bald zu klein, so dass 1845 nach Plänen des Rappenauer Salinenwerkmeisters Fritschi und des Karlsruher Hofbaumeisters Kuenzle ein Neubau, verbunden mit der Errichtung einer jüdischen Elementarschule, erfolgte. Die Innengestaltung der Synagoge folgte dem Vorbild der Synagoge in Neckarbischofsheim. Gemeinsam mit dem Schulgebäude handelte sich um einen Gebäudekomplex mit einer Länge von 21,60 Metern und einer Breite von 8,60 Metern. In der südlichen Gebäudehälfte war im Erdgeschoss die Männersynagoge, darüber die Frauenempore. In der nördlichen Gebäudehälfte waren im Erdgeschoss ein Raum für die Judenschule sowie ein Abort und ein Lagerraum, im Obergeschoss die Wohnung für den jüdischen Lehrer mit Wohnzimmer, Schlafzimmer, Küche und Kammer. Die jüdischen Kinder besuchten die örtliche Volksschule, in der Judenschule wurde ausschließlich der Religionsunterricht abgehalten.
Die jüdische Gemeinde Berwangen zählte seit 1826/27 zum Rabbinatsbezirk Sinsheim, ab 1877 zum Rabbinatsbezirk Bretten. Die Gemeinde erreichte um 1860 ihre größte Mitgliederzahl, ging dann jedoch aufgrund der Landflucht und der Auswanderungswelle zurück. 1925 wurden noch 58 Juden gezählt, die überwiegend vom Viehhandel lebten. 1933 zählte die Gemeinde noch 33 Mitglieder.

## Nationalsozialistische Verfolgung
Insbesondere der Entzug der Handelserlaubnis 1936 zwang viele Berwanger Juden zur Auswanderung, insgesamt wird von 21 Auswanderern berichtet. Im November 1938 wurden während der Reichspogromnacht die Synagoge in Berwangen zerstört, der Friedhof geschändet, jüdisches Mobiliar auf dem Sportplatz verbrannt und einzelne jüdische Einwohner misshandelt. Die letzten neun Berwanger Juden wurden im Zuge der Wagner-Bürckel-Aktion am 22. Oktober 1940 nach Gurs deportiert. Von den Deportierten kamen sechs zu Tode. Ein jüdisches Ehepaar ist nach 1945 zurückgekehrt und wurde 1948 und 1974 auf dem örtlichen jüdischen Friedhof bestattet. An das jüdische Gotteshaus erinnert nichts mehr, an seiner Stelle befindet sich heute eine Garage. Die benachbarte jüdische Schule wurde zum Wohnhaus umgenutzt und zwischenzeitlich verschiedentlich umgebaut.
Das Gedenkbuch des Bundesarchivs verzeichnet 53  in Berwangen geborene jüdische Bürger, die dem Völkermord des nationalsozialistischen Regimes zum Opfer fielen.

## Bürgerliche Namen
Als alle Juden im Großherzogtum Baden 1809 erbliche Familiennamen annehmen mussten, haben die 26 Familienvorstände der Berwanger Juden folgende Namen angenommen: Kirchheimer (5), Reichert (3), Fischer (2), Gutfreund (2), Hahn (2), Hochherr (2) und jeweils einmal Bodenheimer, Kahn, Kaiser, Kaufmann, Maier, Oppenheimer, Reiss, Schechter, Stein, Vollweiler.

## Begräbnis
Das traditionelle Begräbnis der Berwangener Juden war auf dem Jüdischen Friedhof Heinsheim und dem Jüdischen Friedhof Waibstadt. Weil man dort seit Generationen das Begräbnis hatte, wollte sich die jüdische Gemeinde nicht der 1814 vom Bezirksamt Eppingen initiierten Errichtung eines jüdischen Friedhofs in Eppingen anschließen. Etwa gleichzeitig mit dem Neubau der Synagoge wurde dann jedoch auch der Jüdische Friedhof Berwangen am Ortsrand eingerichtet.